# 積分差分方程式
数学の分野における積分差分方程式（せきぶんさぶんほうていしき、英: integrodifference equation）とは、ある関数空間上の漸化式で、次のような形状で表されるもののことをいう。
{\displaystyle n_{t+1}(x)=\int _{\Omega }k(x,y)\,f(n_{t}(y))\,dy.}
ここで {\displaystyle \{n_{t}\}\,} はその関数空間上の関数列で、{\displaystyle \Omega \,} はそれらの定義域である。応用上の多くの場面では、任意の {\displaystyle y\in \Omega \,} に対して {\displaystyle k(x,y)\,} は {\displaystyle \Omega \,} 上の確率密度関数であるとされる。ここで上述の定義では、{\displaystyle n_{t}} はベクトル値となることもあり、その場合には {\displaystyle \{n_{t}\}} の各成分は対応するスカラー値の積分差分方程式となることに注意されたい。積分差分方程式は、数理生物学、とりわけ理論生態学の分野において、個体群の分散や成長をモデル化するために幅広く用いられている。そのような場合、{\displaystyle n_{t}(x)} は時間 {\displaystyle t} における位置 {\displaystyle x} での個体サイズあるいは密度を表し、{\displaystyle f(n_{t}(x))} は位置 {\displaystyle x} での局所的な個体群成長を表し、{\displaystyle k(x,y)} は点 {\displaystyle y} から点 {\displaystyle x} への移動確率で、しばしば分散核 (dispersal kernel) と呼ばれる。積分差分方程式は、多くの節足動物や一年生植物を含む単化性個体群をモデル化する際に最もよく用いられている。しかし、世代が重ならない機構を持つのであれば、多化性個体群をモデル化する際にも積分差分方程式を用いることができる。そのような場合、{\displaystyle t} の単位は年とは限らず、繁殖の間の時間増加を表すために用いられる。

## 合成核と侵入速度
空間一次元において、分散核はしばしば出発点と目的地の間の距離にのみ依存するものとされ、そのような場合には {\displaystyle k(x-y)} と書かれる。このとき、f と k に対するいくつかの自然な条件の下で、コンパクトな初期条件から生成される侵入波の伝播速度は well-defined となる。そのような波の速度はしばしば、線形化方程式
{\displaystyle n_{t+1}=\int _{-\infty }^{\infty }k(x-y)Rn_{t}(y)\,dy}
を調べることによって計算される。ここで {\displaystyle R=df/dn(n=0)} であり、この式は畳み込み
{\displaystyle n_{t+1}=f'(0)k*n_{t}}
として書き表すことができる。ここで積率母関数変換
{\displaystyle M(s):=\int _{-\infty }^{\infty }e^{sx}n(x)\,dx}
を用いることで、臨界波速 (critical wave speed)
{\displaystyle c^{*}:=\min _{w>0}\left[{\frac {1}{w}}\ln \left(R\int _{-\infty }^{\infty }k(s)e^{ws}\,ds\right)\right]}
が求められる。
空間内の個体群ダイナミクスをモデル化する上で用いられる他のタイプの方程式には、反応拡散方程式やメタ個体群方程式などがある。しかし、拡散方程式は明示的な分散パターンを含むことができるほど簡単なものではなく、世代が重なるような個体群に対してのみ生物学的に正当なものとなる。また、メタ個体群方程式は連続的な土地ではなく離散的なパッチに個体群を細分するという点において、積分差分方程式とは異なるものとなる。